# Hyobanche thinophila
Hyobanche thinophila är en snyltrotsväxtart som beskrevs av A.Wolfe. Hyobanche thinophila ingår i släktet Hyobanche och familjen snyltrotsväxter. Inga underarter finns listade i Catalogue of Life.